# 卡連西克
50°57′42″N 28°51′4″E / 50.96167°N 28.85111°E
卡連西克（烏克蘭語：Каленське），是烏克蘭的村落，位於該國北部日托米爾州，由科羅斯堅區負責管轄，始建於1570年，面積2.94平方公里，海拔高度174米，2001年人口469，人口密度每平方公里159.74人。